# Jens Ove Andreasen
Jens Ove Andreasen (født 19. august 1935, død 26. september 2020) var en dansk tandlæge og forfatter til Textbook and Color Atlas of Traumatic Injuries to the Teeth, et centralt værk indenfor dental traumatologi.
Jens Andreasen var overtandlæge på Rigshospitalets Tand-, Mund- og Kæbekirurgiske Klinik, æresdoktor ved Karolinska Institutet i Stockholm og Newcastle University samt grundlægger af International Association of Dental Traumatology og Dental Trauma Guide.
I forbindelse med sin pensionering blev Andreasen ridder af Dannebrog.

## Ekstern henvisning/kilde
- Jens Ove Andreasen: Seventy Years Young Arkiveret 13. juni 2006 hos  Wayback Machine